# Palazzo Tarascone
Il Palazzo Tarascone è un palazzo vesuviano sitiuato lungo il tratto denominato Miglio d'oro, nel comune di Ercolano già Resina, al civ. 68 del Corso Resina, già Corso Ercolano.
Il palazzo è rivolto sul lato verso il Vesuvio dell'allora Strada Regia per le Calabrie, divenuto Miglio d'Oro per la presenza di questa ed altre dimore nobiliari di epoca borbonica.
L'edificio viene citato dal Troyli tra le più belle ville settecentesche sorte nei pressi della Reggia di Portici. Nella mappa del Duca di Noja appare già chiaramente delineata la sua planimetria irregolare, tutta incassata tra la vecchia strada borbonica e via Cuparella, una stradina che costeggia il bosco superiore (parte integrante della ricordata Reggia di Portici).

## Storia
Il Palazzo Tarascone appartenuto al duca di Acerra Raffaele Tarascona dei Tarascona di Francia, che lo costruì su quanto rimaneva di un'opera seicentesca che era stata di un tale Aniello Jacumino. Ad un primo cortiletto angusto segue un secondo di forma ottagonale di classica linea sanfeliciana che presenta delicate finestre con timpani, delle quali alcune sono tompagnate, altre sbarrate. Agli angoli, un mascherone in stucco assolveva un tempo alla funzione di capitello e di gocciolatoio. 
Segue poi un altro cortile, che immetteva nel giardino nel quale vi è a destra la scuderia con pilastri di piperno. Vi era inoltre una cappella oggi scomparsa. Nel secolo XIX all'edificio è stato aggiunto un piano che ne appesantisce la delicata facciata, sfigurata anche dalla mancanza di una delle colonne del portale, che fu danneggiata dal bombardamento aereo del 14 settembre 1943.
La fabbrica oggi appare alquanto rimaneggiata per le successive aggiunte di nuovi corpi di fabbrica, costruiti nell'unica direzione di espansione possibile e cioè verso il giardino. La facciata è in pessimo stato di conservazione.
Villa Tarascone ospitò negli anni compresi tra il 1920 e il 1930, un Liceo-Ginnasio, l'unico che la città abbia avuto in tutta la sua storia; all'innaugurazione erano presenti politici di rilievo nazionale quali l'avv. Giovanni Porzio ex Vicepresidente del Consiglio dei ministri della Repubblica italiana. 
Il palazzo è tra la ville vesuviane del Miglio d'Oro, un gruppo di 122 edifici costruiti fra il XVII e il XIX secolo nei territori posti tra Napoli e Torre del Greco.